# Pachydactylus austeni
Pachydactylus austeni este o specie de șopârle din genul Pachydactylus, familia Gekkonidae, descrisă de John Hewitt în anul 1923. Conform Catalogue of Life specia Pachydactylus austeni nu are subspecii cunoscute.